# Muraltia thymifolia
Muraltia thymifolia är en jungfrulinsväxtart som först beskrevs av Carl Peter Thunberg, och fick sitt nu gällande namn av Dc.. Muraltia thymifolia ingår i släktet Muraltia och familjen jungfrulinsväxter. Inga underarter finns listade i Catalogue of Life.